# IX Corpo de Exército (Alemanha)
O IX Corpo de Exército (em alemão:IX Armeekorps) foi um Corpo de Exército da Alemanha que atuou durante a Segunda Guerra Mundial.

## Comandantes
| Comandante                              | Data                                     |
| --------------------------------------- | ---------------------------------------- |
| Generaloberst Friedrich Dollmann        | (1 de Outubro de 1936 - 25 Outubro 1939) |
| General der Infanterie Hermann Geyer    | (25 Outubro 1939 - 31 Dezembro 1941)     |
| General der Infanterie Hans Schmidt     | (31 Dezembro 1941 - 15 Outubro 1943)     |
| General der Infanterie Heinrich Clößner | (15 Outubro 1943 - 3 Dezembro 1943)      |
| General der Artillerie Rolf Wuthmann    | (5 Dezembro 1943 - 20 Abril 1945)        |
| Generalleutnant Dr. Hermann Hohn        | (20 Abril 1945 - 8 Maio 1945)            |

## Área de Operações
- Alemanha (Setembro 1939 - Maio 1940)[2]
- França (Maio 1940 - Junho 1941)
- Frente Oriental, Setor Central  (Junho 1941 - Dezembro 1944)
- Prússia Oriental & Norte da Alemanha (Janeiro 1945 - Maio 1945)

## Serviço de Guerra
| Data         | Exército                 | Grupo de Exército | Lugar                               |
| ------------ | ------------------------ | ----------------- | ----------------------------------- |
| Setembro 39  | 1º Exército              | C                 | Saarpfalz                           |
| Janeiro 40   | 1º Exército              | C                 | Saarpfalz                           |
| Maio 40      | 6º Exército              | B                 | Antuérpia, Gent                     |
| Junho 40     | 2º Exército              | A                 | Dünkirchen Dunkirk                  |
| Julho 40     | 6º Exército              | A                 | Westfrankreich Western França       |
| Agosto 40    | 6º Exército              | B                 | Westfrankreich Western França       |
| Setembro 40  | 12º Exército             | B                 | Sul da Polônia                      |
| Janeiro 41   | 17º Exército             | B                 | Sul da Polônia                      |
| Maio 41      | 4º Exército              | B                 | Brest-Litowsk                       |
| Junho 41     | 4º Exército              | Mitte             | Brest-Litowsk, Minsk                |
| Agosto 41    | 2º Panzergruppe          | Mitte             | Smolensk                            |
| Setembro 41  | 4º Exército              | Mitte             | Jelnja, Wjasma                      |
| Novembro 41  | 4º Panzergruppe          | Mitte             | Moscou                              |
| Janeiro 42   | 4º Exército Panzer       | Mitte             | Moshaisk, Gshatsk Moshaisk, Gshatsk |
| Maio 42      | 3º Exército Panzer       | Mitte             | Gshatsk                             |
| Janeiro 43   | 3º Exército Panzer Mitte | Gshatsk           |                                     |
| Fevereiro 43 | 4º Exército              | Mitte             | Spas-Demensk, Newel                 |
| Novembro 43  | 3º Exército Panzer       | Mitte             | Witebsk                             |
| Janeiro 44   | 3º Exército Panzer       | Mitte             | Vitebsk, Lituânia, Memel            |
| Janeiro 45   | 3º Exército Panzer       | Mitte             | Prússia Oriental                    |
| Fevereiro 45 | Armee-Abteilung Samland  | Nord              | Samland                             |
| Abril 45     | Exército Ostpreußen      | -                 | Samland                             |

## Ordem de Batalha
1 de Março de 1939
- 9ª Divisão de Infantaria
- 15ª Divisão de Infantaria
- Arko 15

1 de Setembro de 1939
- 25ª Divisão de Infantaria
- 33ª Divisão de Infantaria
- 871ª Divisão de Infantaria
- Arko 15

16 de Junho de 1940
- 15ª Divisão de Infantaria
- 205ª Divisão de Infantaria
- Arko 139

22 de Junho de 1941
- 137ª Divisão de Infantaria
- 263ª Divisão de Infantaria
- 292ª Divisão de Infantaria
- Arko 139

3 de Setembro de 1941
- 137ª Divisão de Infantaria
- 1/3 da 263ª Divisão de Infantaria
- 15ª Divisão de Infantaria
- Arko 139

2 de Janeiro de 1942
- 87ª Divisão de Infantaria
- 20ª Divisão Panzer
- 78ª Divisão de Infantaria
- 252ª Divisão de Infantaria
- Arko 139

23 de Maio de 1942
- 35ª Divisão de Infantaria
- 252ª Divisão de Infantaria
- 78ª Divisão de Infantaria
- 87ª Divisão de Infantaria
- 7ª Divisão de Infantaria
- Arko 147

25 de Junho de 1942
- 35ª Divisão de Infantaria
- 252ª Divisão de Infantaria
- 78ª Divisão de Infantaria
- 7ª Divisão de Infantaria

1 de Agosto de 1942
- 35ª Divisão de Infantaria
- 252ª Divisão de Infantaria
- 7ª Divisão de Infantaria

5 de Setembro de 1942
- 35ª Divisão de Infantaria
- 252ª Divisão de Infantaria
- 7ª Divisão de Infantaria

1 de Outubro de 1942
- 35ª Divisão de Infantaria
- 252ª Divisão de Infantaria
- 7ª Divisão de Infantaria
- 258ª Divisão de Infantaria
- 292ª Divisão de Infantaria
- 98ª Divisão de Infantaria

23 de Dezembro de 1942
- 35ª Divisão de Infantaria
- 252ª Divisão de Infantaria
- 7ª Divisão de Infantaria
- 258ª Divisão de Infantaria
- 292ª Divisão de Infantaria

11 de Maio de 1942
- 7ª Divisão de Infantaria
- 197ª Divisão de Infantaria
- 87ª Divisão de Infantaria
- 78ª Divisão de Infantaria
- 252ª Divisão de Infantaria
- 1/3 der 255ª Divisão de Infantaria
- 35ª Divisão de Infantaria

22 de Dezembro de 1942
- 98ª Divisão de Infantaria
- 292ª Divisão de Infantaria
- 258ª Divisão de Infantaria
- 7ª Divisão de Infantaria
- 252ª Divisão de Infantaria
- 35ª Divisão de Infantaria

7 de Julho de 1943
- 342ª Divisão de Infantaria
- 352ª Divisão de Infantaria
- 35ª Divisão de Infantaria

15 de Outubro de 1943
- 20ª Divisão Panzer
- Luftwaffen-Feld-Division 2
- 129ª Divisão de Infantaria

1 de Novembro de 1943
- 20ª Divisão Panzer
- Luftwaffen-Feld-Division 2
- 129ª Divisão de Infantaria
- 6. Luftwaffen-Feld-Division

17 de Novembro de 1943
- 87ª Divisão de Infantaria
- 20ª Divisão Panzer
- 252ª Divisão de Infantaria
- 129ª Divisão de Infantaria

6 de Dezembro de 1943
- 87ª Divisão de Infantaria
- 20ª Divisão Panzer
- 252ª Divisão de Infantaria
- 129ª Divisão de Infantaria
- 6. Luftwaffen-Feld-Division
- Kampfgruppe v. Gottberg Battle

26 de Janeiro de 1944
- 252ª Divisão de Infantaria
- 5. Jäger Division
- Kampfgruppe 20ª Divisão Panzer

4 de Março de 1944
- Kampfgruppe 131ª Divisão de Infantaria
- 252ª Divisão de Infantaria
- Armee-Abteilung "D"

27 de Abril de 1944
- 201. Sicherungs-Division
- 252ª Divisão de Infantaria
- Armee-Abteilung "D"

3 de Junho de 1944
- 95ª Divisão de Infantaria
- 252ª Divisão de Infantaria
- Armee-Abteilung "D"

26 de Dezembro de 1944
- Kampfgruppe 20ª Divisão Panzer
- Parte Kampfgruppe 87ª Divisão de Infantaria
- Divisionskommando 252
- Sperr-Verband Generalmajor Eckhardt
- Polizei-Gruppe General von Gottberg

30 de Abril de 1945
- Desconhecido

## Membros Notáveis
- Hans Otfried von Linstow (Ativo na Resistência contra Hitler e foi executado após a falha do Atentado de 20 de Julho de 1944)